# Poa muricata
Poa muricata är en gräsart som beskrevs av Jan Frederik Veldkamp. Poa muricata ingår i släktet gröen, och familjen gräs. Inga underarter finns listade i Catalogue of Life.